# Srnojedy
Srnojedy är en ort i Tjeckien.   Den ligger i regionen Pardubice, i den centrala delen av landet, 90 km öster om huvudstaden Prag. Srnojedy ligger 216 meter över havet och antalet invånare är 568.
Terrängen runt Srnojedy är platt.Runt Srnojedy är det tätbefolkat, med 427 invånare per kvadratkilometer. Närmaste större samhälle är Pardubice, 5,3 km öster om Srnojedy. Trakten runt Srnojedy består till största delen av jordbruksmark.